# Arlee
Arlee is een plaats (census-designated place) in de Amerikaanse staat Montana en valt bestuurlijk gezien onder Lake County.

## Demografie
Bij de volkstelling in 2000 werd het aantal inwoners vastgesteld op 602.

## Geografie
Volgens het United States Census Bureau beslaat de plaats een oppervlakte van
16,8 km², waarvan 16,8 km² land.

## Plaatsen in de nabije omgeving
De onderstaande figuur toont nabijgelegen plaatsen in een straal van 28 km rond Arlee.